# Carora
Carora – miasto w Wenezueli, w stanie Lara, siedziba gminy Torres.
Według danych szacunkowych na rok 2010 liczy 150 150 mieszkańców..